# Sangre y oro
Sangre y oro (título original: Blood and Gold) es un libro. Es la 8.º parte de las Crónicas vampíricas de Anne Rice.

## Argumento
Nos habla de la vida de Marius de Romanus, un "hijo del milenio", quien antes de ser convertido en vampiro, era un ciudadano del Imperio romano, y que luego de su transformación se da a la tarea de guardar y mantener a Akasha y a Enkil, los primeros vampiros.
A través del intenso relato de Marius, Anne Rice desvela muchos de los pormenores de la convulsa existencia de los vampiros, enriqueciendo sus legendarias Crónicas Vampíricas.
La historia de Marius comienza a finales del siglo I a. C., cuando es convertido en vampiro contra su voluntad por un sacerdote druida. Luego, Marius se traslada a Roma donde vive entre los mortales sin que ellos sospechen su verdadera naturaleza. Años después se encuentra con una joven que había conocido en su juventud, con la cual se desposaría. Pandora, una joven hecha una mujer ya, es llevada por Marius ante la reina Akasha y ella le da de beber su sangre a Pandora para así convertirla en otra bebedora de sangre. Pandora y Marius viajaron custodiando a la madre y el padre (Akasha y Enkil) hasta la antigua ciudad de Antioquía donde, con el tiempo, las constantes peleas entre Marius y Pandora hacen que Marius la abandone. En su soledad, conoce a dos vampiros; Avicus y Mael, con quienes de principio guarda distancia, pero se reúnen durante la caída del imperio romano. Después de esto, viajan junto con los que deben ser guardados a Constantinopla, lugar ya dominado por una vampiresa llamada Eudoxia. Después de un par de encuentros, Marius entrega a Eudoxia a la madre divina (Akasha) quien la devora y Marius duerme.
Al trasladarse a Venecia, abandonando a sus dos viejos compañeros y dejándoles a cuidado de Zenobia. Marius realiza la transformación en vampiro de Amadeo (Armand el vampiro), quien se convierte en su discípulo más querido. Es en esa ciudad donde conoce a Bianca, con quien se muestra como un maestro de artes plásticas reconocido.
Marius lleva una vida idílica en compañía de Amadeo hasta que son atacados por un grupo de vampiros fanáticos que quieren que les entregue a Akasha y a Enkil.
Si bien no logran su cometido, la secta liderada por un vampiro llamado Santino secuestra a Amadeo y lo convierten en miembro de su secta de las Tinieblas.
Mientras, Marius es casi destruido por la secta de vampiros que le prende fuego y quedando en tan malas condiciones que no tiene más opción que convertir a Bianca en vampiro. Juntos se esconden por mucho tiempo en la cámara de los que deben ser guardados hasta que salen comenzando Marius la búsqueda de Pandora, su gran amor.
Tras reencontrarse con un miembro de la Orden de Talamasca, Marius logra obtener datos de la región donde se encuentra Pandora, quien viaja con un acompañante que la tiene sometida a su compañía.
Una vez que logra dar con ella, Pandora no quiere separarse de su compañero y en un principio Marius incluso ofrece dejar a Bianca solo para que Pandora se quede con él. Ella lo rechaza y se va. Bianca se entera de que Marius estaba dispuesto a abandonarla y también se va. Muchos años después Marius encuentra una carta que ella le había dejado en secreto pidiendo que se la lleve y la aleje de su compañero pero ya era tarde.
En el último tramo de la historia, se relata como es que Thorne (vampiro creado por Maharet, y recién despertado después de muchos años, a quien Marius relata su historia) se encuentra con Santino y lo destruye en presencia de Mekare y Maharet quien le encadena y le quita los ojos.
En este libro, Anne Rice demuestra una vez más el poderío que existe dentro de su narrativa, en un libro que nos envuelve y que nos lleva desde la Antigua Roma hasta la fecha, y cuenta las muchas vivencias de uno de los personajes más queridos por Anne Rice y por su público.
- Datos: Q886450